# Филип I фон Ханау-Мюнценберг
Филип I фон Ханау-Мюнценберг Млади (на немски: Philipp I (der Jüngere) von Hanau-Münzenberg; * 20 септември 1449 във Виндекен; † 26 август 1500) е граф на Ханау-Мюнценберг (1452–1500). Той управлява от 1458 г. частта Ханау-Мюнценберг след подялбата на графството Ханау с чичо му Филип (Стари) фон Ханау-Лихтенберг.
Той е син на граф Райнхард III фон Ханау (1412–1452) и съпругата му Маргарета фон Пфалц-Мозбах (1432–1457), дъщеря на пфалцграф Ото I фон Пфалц-Мозбах и Йохана от Бавария-Ландсхут.
Той наследява баща си през 1452 г., когато е на четири години. През 1467 г. той е пълнолетен.
През 1474 г. Филип I придружава император Фридрих III от Франкфурт до Линц, 1475/1475 г. той участва с контингент на страната на император Фридрих III при Нойс, обсаден от Карл Смели и през 1480 г. посещава императора в Нюрнберг. На 10 юни 1484 г. Филип прави от Венеция поклонение в Йерусалим. Връща се през края на януари в Ханау и пише за пътуването си. През 1491 г. Филип I отново пътува до Светите земи заедно с ландграф Вилхелм I фон Хесен. Той събира реликви. През 1494 г. Филип I придружава римско-немския крал и по-късния император Максимилиан I в Майнц, Шпайер и Вормс.
Филип I (Млади) умира на 26 август 1500 г. и е погребан на 30 септември 1500 г. в църквата Св. Мария в Ханау. Присъстват 214 духовници.

## Фамилия
През 1460 г. Филип е сгоден за Анна фон Изенбург (1460 – 1522), дъщеря на Лудвиг II фон Изенбург, или за нейната сестра Елизабет фон Изенбург (ок. 1460 – ок. 1543). Годежът е развален чрез плащането на 2690 гулдена.
Филип I се жени на 12 септември 1468 г. за графиня Адриана фон Насау-Диленбург (* 7 февруари 1449; † 15 януари 1477), дъщеря на граф Йохан IV фон Насау (1410 – 1475) и графиня Мария от Лоон-Хайнсберг (1424 – 1502). Те имат децата:
- дъщеря (* 4 април 1469), умира малко след раждането
- Адриана фон Ханау (1470–1524), омъжена 1490 г. за граф Филип фон Солмс-Лих (1468–1544)
- Маргарета (1471–1503), монахиня
- Райнхард IV (1473–1512)
- Анна (* 15 март 1474; † 21 март 1475)
- Мария (* 4 март 1475; † 18 май 1476)

Той има след смъртта на съпругата му с метресата си неблагородничката Маргарета Вайскирхнер (1460-1500) три деца, които нямат право на наследство. Син му Райнхард IV се грижи за тях.
- Елза фон Ханау, омъжена 1508 за Хайнрих Рабе, чиновник.
- Йохан фон Ханау-Мюнценберг († 1511 или след 1536), свещеник в Обер-Роден
- Анна фон Ханау, омъжена 1517 или 1518 за Дитц Ройтер († 1537)